# Robin Hood Gardens

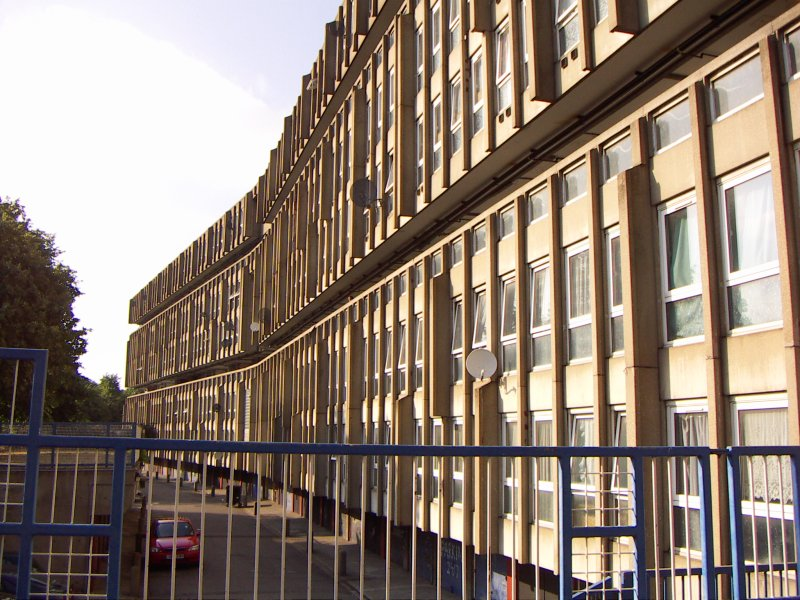
Robin Hood Gardens

Robin Hood Gardens är ett brutalistiskt bostadsområde med ett komplex av flerbostadshus i stadsdelen Poplar i London och ritades av arkitekterna Alison och Peter Smithson.
Området, som omfattar 213 lägenheter i 1-2 plan, ritades av arkitektduon Alison och Peter Smithson i mitten av 1960-talet och stod färdigt 1967 och byggdes på initiativ av den lokala allmännyttan. Bostadshusen, uppförda i betong i en rå, brutalistisk stil, var utformade med lägenheter som placerades utefter gångstråksdäck som upphöjda "gator". Konceptet hade delvis använts i Le Corbusiers Unité d'Habitation, men i Robin Hood Gardens var "gatorna" delvis utomhus. Det fuktiga och kalla klimatet i London, tillsammans med en hög kriminalitet i området, gjorde snabbt dessa passager till mörka, ogästvänliga och ökända stråk. Dessutom var byggkvaliteten undermålig och arkitekterna fick kritik för dåliga planlösningar i lägenheterna. Det var på förslag att området skulle märkas upp så som Byggnadsminne, detta avslogs dock av den beslutande myndigheten år 2008.
Det finns idag (2011) långt gångna planer på att riva området och ersätta det med ny bebyggelse.